# Leszek Skorupa
Leszek Skorupa (ur. 14 maja 1951 w Świętochłowicach, zm. 20 kwietnia 2018 w Niemczech) – polski sztangista, wicemistrz świata.

## Kariera
Urodził się 14 maja 1951 w Świętochłowicach, syn Stefana i Marii z d. Klepek, absolwent tamtejszej szkoły zawodowej (monter). Zawodnik wagi koguciej (do 56 kg). Największy sukces w karierze osiągnął podczas mistrzostw świata w Manili, gdzie zdobył srebrny medal. W zawodach tych rozdzielił na podium Bułgara Atanasa Kirowa i Jirō Hosotaniego z Japonii. Srebrny medal zdobył też na rozgrywanych dwa lata później mistrzostwach Europy w Berlinie Wschodnim. Zdobył też mistrzostwo Polski w 1977 roku oraz trzykrotnie ustanawiał rekordy kraju.
W 1976 roku wystartował na igrzyskach olimpijskich w Montrealu. Na pomoście olimpijskim osiągnął wynik 250 kg (112,5 kg + 137,5 kg), co wystarczyło do zajęcia 4. miejsca. Walkę o podium przegrał z Kenkichim Andō z Japonii.
Cała karierę był związany z jednym klubem – HKS Szopienice z Katowic. Zasłużony Mistrz Sportu odznaczony m.in. srebrnym Medalem za Wybitne Osiągnięcia Sportowe.